# Cephalotes mompox
Cephalotes mompox är en myrart som beskrevs av De Andrade 1999. Cephalotes mompox ingår i släktet Cephalotes och familjen myror. Inga underarter finns listade.